# بورخا لازارو
بورخا لازارو (بالإسبانية: Luis Borja Lázaro Fernández) (5 أبريل 1988 بمدريد في إسبانيا - ) هو لاعب كرة قدم إسباني في مركز الهجوم. لعب مع نادي أونتينيينت ونادي بونتيفيدرا ونادي كونكينسي ونادي ليغانيس وCD Nuevo Puerta Bonita ‏ وSD Noja ‏ ونادي ألميريا ب.

## وصلات خارجية
- بورخا لازارو على موقع قاعدة بيانات كرة القدم.إي يو (الإنجليزية)
- بورخا لازارو على موقع Soccerbase.com (لاعب) (الإنجليزية)
- بورخا لازارو على موقع Soccerway.com (الإنجليزية)